# 왜 (김민종의 음반)
《왜》는 2000년 3월 29일에 발매된 김민종의 6집 앨범이다.
6집 타이틀곡인 "아름다운아픔" 은 김도형이 작곡했으며  시네마천국 의 테마곡인 "Love Theme" 가 삽입되었다.
《신사의 품격》OST PART 7에 수록된 '아름다운 아픔'은 2000년 발표된 김민종 6집 앨범 '왜'에 수록된 곡을 2012년 뉴 버전으로 재 편곡한 곡으로, 
기존의 아름다운 멜로디에 화려한 스트링 편곡이 돋보이며 더욱 더 성숙하고 애절하며, 감성 짙은 목소리로 표현하고 있다. 불후의명곡2에서 아이비가 불렀었다.

## 수록곡
| #            | 제목              | 작사           | 작곡         | 편곡           | 재생 시간 |
| ------------ | ----------------- | -------------- | ------------ | -------------- | --------- |
| 1.           | 〈아름다운 아픔〉 | 김민종         | 김도형       | 김도형         | 4:53      |
| 2.           | 〈왜〉            | 김민종         | 조규만       | 조규만         | 4:37      |
| 3.           | 〈그대 하나만〉   | 윤사라         | 황세준       | 황세준         | 3:39      |
| 4.           | 〈용서〉          | 김민종         | 신동우       | 신동우         | 4:07      |
| 5.           | 〈야우〉 (夜雨)   | 김민종, 최희진 | 윤일상       | 윤일상         | 3:50      |
| 6.           | 〈눈물〉          | 김민종         | 김형석       | 김형석         | 4:17      |
| 7.           | 〈너만은 아니길〉 | 윤사라         | 신인수       | 이승환 (Story) | 4:28      |
| 8.           | 〈나를 보내야〉   | 김민종, 조규만 | 조규만       | 조규만         | 4:13      |
| 9.           | 〈넌 모를거야〉   | 윤사라         | 신인수       | 신인수         | 3:50      |
| 10.          | 〈방황〉          | 강은경         | 이경섭       | 이경섭         | 3:33      |
| 11.          | 〈고백〉          | 심현보         | 정재형       | 정재형         | 4:17      |
| 12.          | 〈다시는〉        | 강은경         | 이경섭       | 이경섭         | 4:43      |
| 총 재생 시간 | 총 재생 시간      | 총 재생 시간   | 총 재생 시간 | 총 재생 시간   | 50:27     |